# テキサス・イズ・ザ・リーズン
テキサス・イズ・ザ・リーズン(Texas Is the Reason)は、アメリカのロックバンド。1994年にニューヨークで結成。リリースしたアルバムは1枚のみだが、1990年代のエモ・ムーヴメントにおける最も重要なバンドの一つと見なされており、その後のエモバンドに多大な影響を及ぼした。

## 略歴
1994年、シェルターのギタリストだったノーマン・ブラノンと108のドラマーだったクリス・ダリーを中心にテキサス・イズ・ザ・リーズンを結成。彼らはお互いに前バンドの抱えるマッチョ的・宗教的なアティチュードからの脱却を考えており、ファウンテンヘッドのベーシストだったスコット・ワインガードとコッパーのベーシストだったガレット・クランをボーカル兼ギタリストとして招聘し4人体制となる。
1995年にセルフタイトルEP『Texas Is the Reason』でデビュー。1996年にはザ・プロミス・リングとのスプリットシングルをリリースし、唯一のオリジナル・アルバムである『Do You Know Who You Are?』をリリースした。プロデュースはジョーボックスのフロントマンであるJ.ロビンスが務めた。アルバムタイトルはジョン・レノンがおそらく最後に発した言葉から採られた。アルバムは高く評価され、多くのメジャーレーベルの注目を引いたが、メンバー間の緊張状態が高まり、バンドは1997年に解散。
解散から9年後の2006年、アルバムリリースから10年を記念してメンバーはバンド再結成を決める。1回のみの公演の予定だったが、メンバーの予想に反しチケットは即完売となり、追加公演が決定された。2012年1月にもバンドはカリフォルニア州ポモナで行われるレヴェレーション・レコード創立25周年アニバーサリーに招待される。当初はこれを辞退するが、10月にニューヨークで行われた同アニバーサリー公演ではヘッドライナーを依頼され、これを承諾した。前回同様この公演のチケットも即完売し追加公演が行われ、ヨーロッパでもツアーを行った。

## 作品
- Texas Is the Reason EP （1995年）
- "Split" 7" with Samuel （1995年）
- "Split" with The Promise Ring （1996年）
- Do You Know Who You Are? （1996年）